# Poysdorf

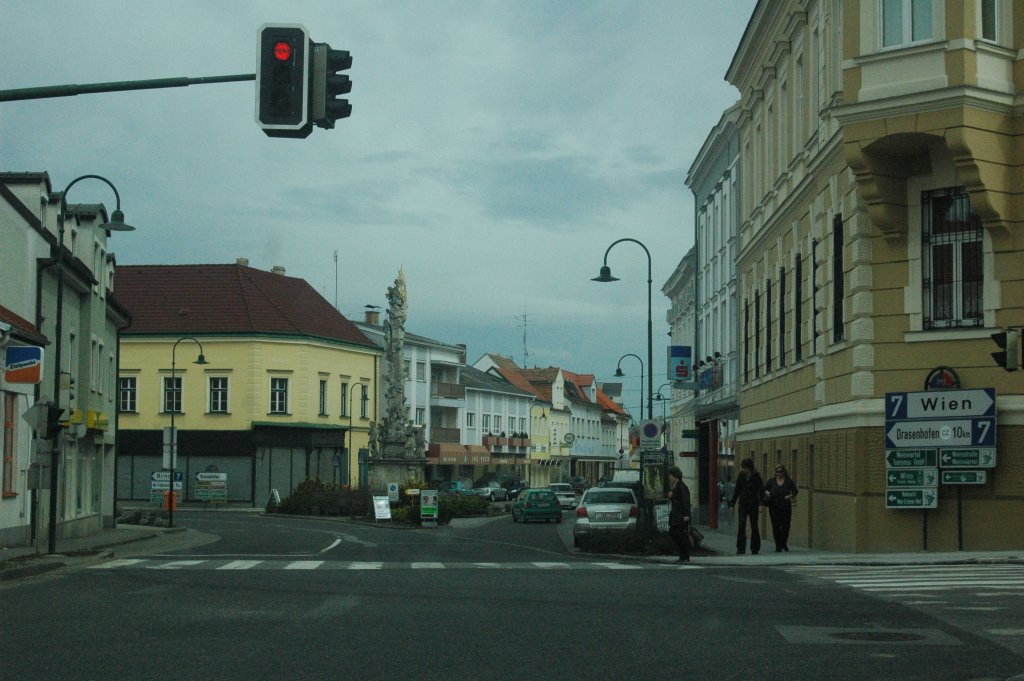
Hlavní silnice.

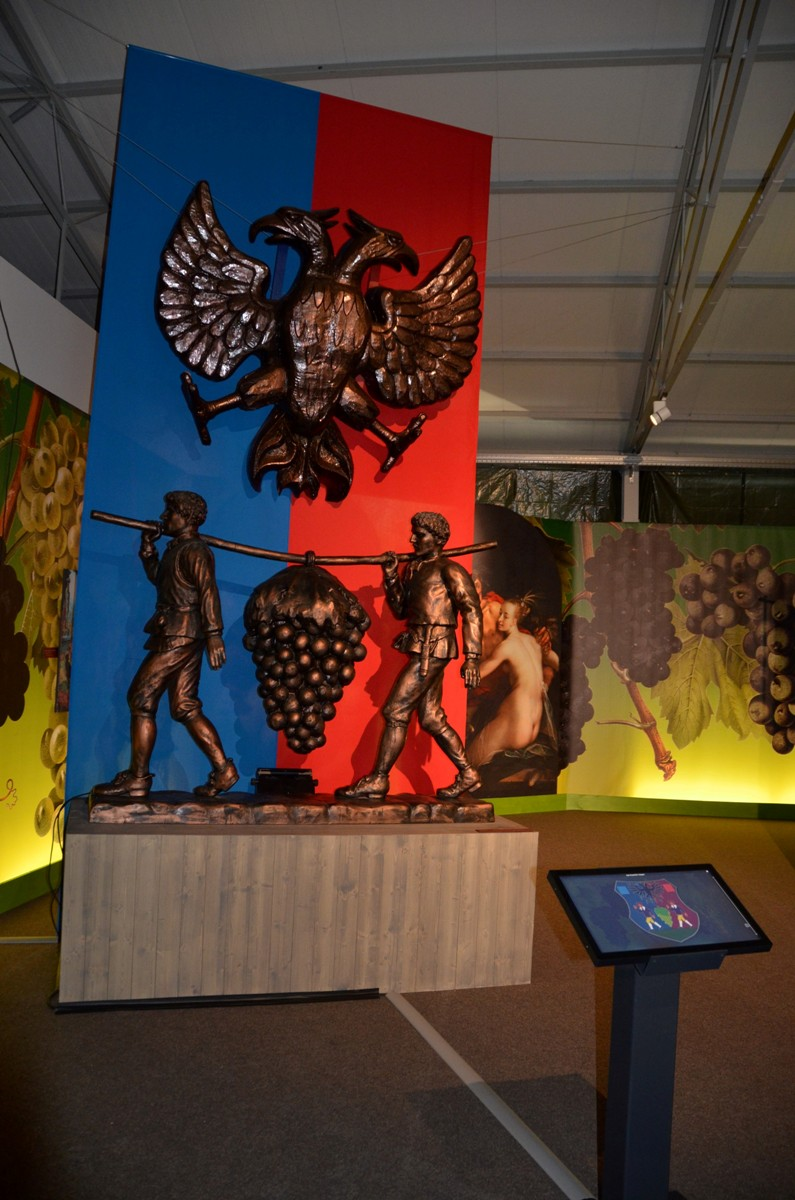
Vino Versum Poysdorf

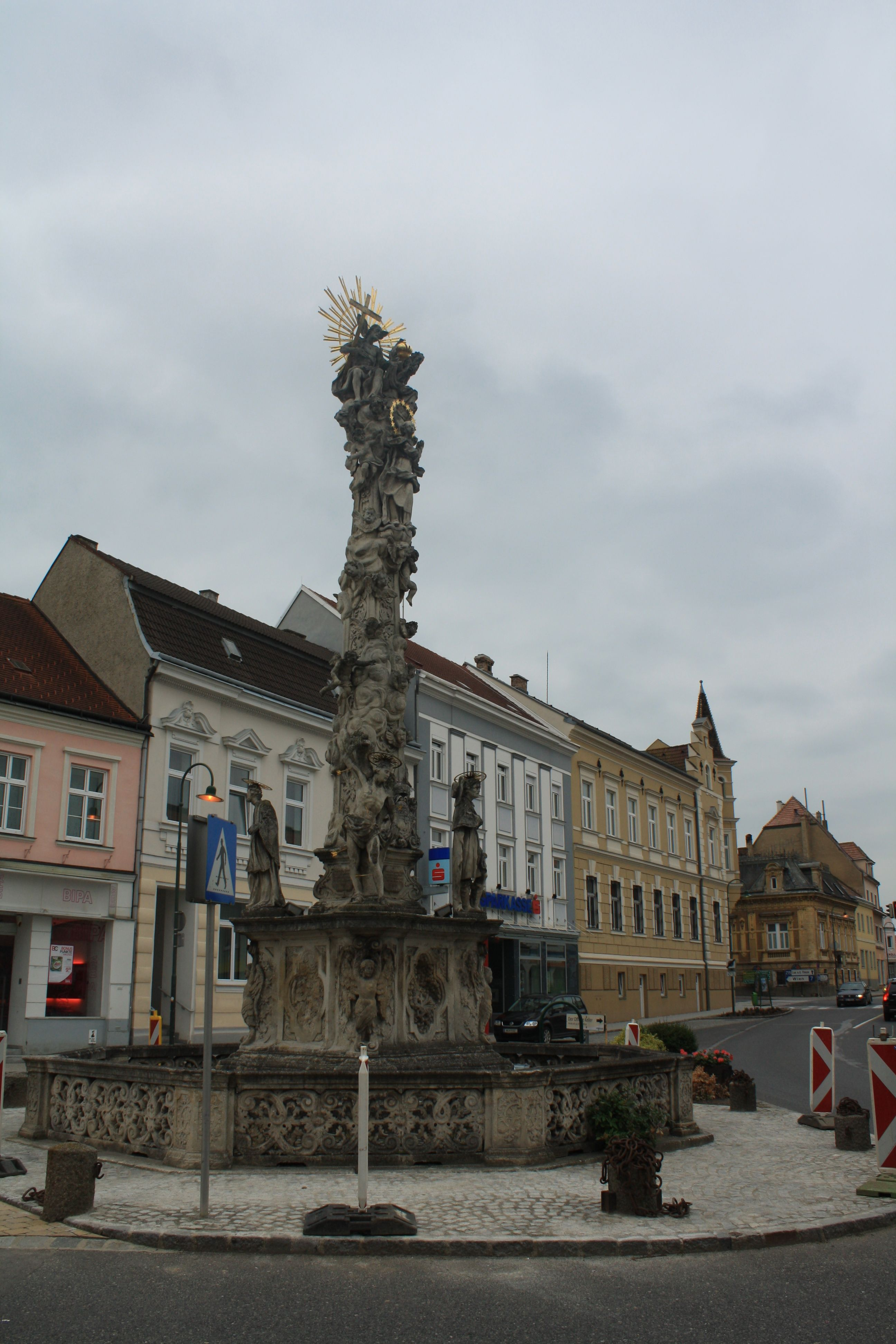

Poysdorf (česky Pušdorf) je město ležící v okrese Mistelbach v rakouské spolkové zemi Dolní Rakousy nedaleko hranic s Českou republikou. Žije zde přibližně 5 500 obyvatel.

## Geografie
Poysdorf se nachází v pahorkatině na severu čtvrtě Weinviertel ve spolkové zemi Dolní Rakousy. Kolem města prochází dálnice A5 z Vídně k českým hranicím.
Sousedící obce:
- na severu (od západu na východ) Neudorf bei Staatz, Falkenstein, Drasenhofen a Herrnbaumgarten,
- na východě Großkrut,
- na jihu Wilfersdorf,
- na jihovýchodě Mistelbach a
- na západě: Staatz (česky Stožec)

Název města je pravděpodobně odvozen od místního potoka Poybach.

## Katastrální území
Součástí Poysdorfu jsou tato katastrální území:
- Altruppersdorf
- Erdberg
- Föllim
- Ketzelsdorf
- Kleinhadersdorf
- Poysbrunn
- Walterskirchen
- Wenzelsdorf
- Wilhelmsdorf

## Památky
- Farní kostel svatého Jana Křtitele, vystavěný v letech 1629-1635 na kostelní hoře v Poysdorfu, .
- Barokní poutní a svatební kostel Maria Bründl. Kostel leží na západ od města v městské části Wilhelmsdorf. Severně od kostela se nalézá pramen, který byl znám prokazatelně již v době Třicetileté války. Na místě dnešního kostela stál roku 1637 dřevěný kříž. V poděkování za odvrácení moru zřídila obec Wilhelmsdorf v letech 1655 až 1657 kapli (dnes součást kostela). V letech 1740 až 1751 byl podle plánů architekta Donata Felice d'Alla (1677-1761) vystavěn dnešní kostel. V něm je děkovný obraz z roku 1657 a tři pozdně barokní oltáře. [2]
- Vino Versum Poysdorf, uchovávající jednu z nejobsáhlejších sbírek oblasti Weinviertel, sídlící v bývalé městské nemocnici.
- 1. mléčnicové muzeum (muzeum mléčné komory) v Rakousku.
- Oldtimer Museum - Muzeum historických vozidel
- Galerie Dům ponocného, věnovaná dílu významné poysdorfské malířky Marie Ohmeyerové (1896-1983)
- 18jamkové golfové hřiště.
- „Vinařský svět“ Vino Versum.
- Vogelsangův mlýn
- zámek Poysbrunn - leží JZ od obce; v jádře dochovaný hrad, založený kolem roku 1360, ve 2. polovině 16. století jej vlastnil Jan III. z Trautsonu, po třicetileté válce přestavěn

Oblíbené jsou prohlídky chodeb vinných sklepů, doprovázené v období mezi Velikonocemi a polovinou listopadu prohlídkou a výkladem vinařských odborníků.

## Železnice
Dne 8. září 1887 byl otevřen provoz na místní železniční trati Poysdorf–Hollabrunn. V roce 1907 byla otevřena zemská dráha Dobermannsdorf - Poysdorf. Výnosnost místní železnice se však s nárůstem automobilismu snižovala a roku 1987 bylo nádraží v Poysdorfu uzavřeno.

## Významné osobnosti
- Franz Josef Müller von Reichenstein (1740-1825) - přírodovědec
- Erwin Zajiček (1890-1976) - československý prvorepublikový politik, působil zde po odsunu

## Partnerská města
- Dettelbach, Německo, od 1986
- Mikulov, Česko, od 1987